# Aulos-Sinsat
Aulos-Sinsat (okzitanisch Aulòs e Sinsat) ist eine französische Gemeinde mit 157 Einwohnern (Stand 1. Januar 2022) im Département Ariège in der Region Okzitanien. Sie gehört zum Arrondissement Foix und zum Kanton Haute-Ariège.
Sie entstand als Commune nouvelle mit Wirkung vom 1. Januar 2019 durch die Zusammenlegung der bisherigen Gemeinden Aulos und Sinsat, die in der neuen Gemeinde den Status einer Commune déléguée haben. Der Verwaltungssitz befindet sich im Ort Sinsat.

## Gliederung
| Ortsteil                 | ehemaliger INSEE-Code | Fläche (km²) | Einwohnerzahl zum 1. Januar 2022 |
| ------------------------ | --------------------- | ------------ | -------------------------------- |
| Sinsat (Verwaltungssitz) | 09296                 | 4,01         | 102                              |
| Aulos                    | 09028                 | 1,04         | 55                               |

## Lage
Nachbargemeinden sind Ornolac-Ussat-les-Bains im Norden, Verdun im Nordosten, Les Cabannes im Osten, Château-Verdun im Südosten, Larcat im Süden und Bouan im Westen.

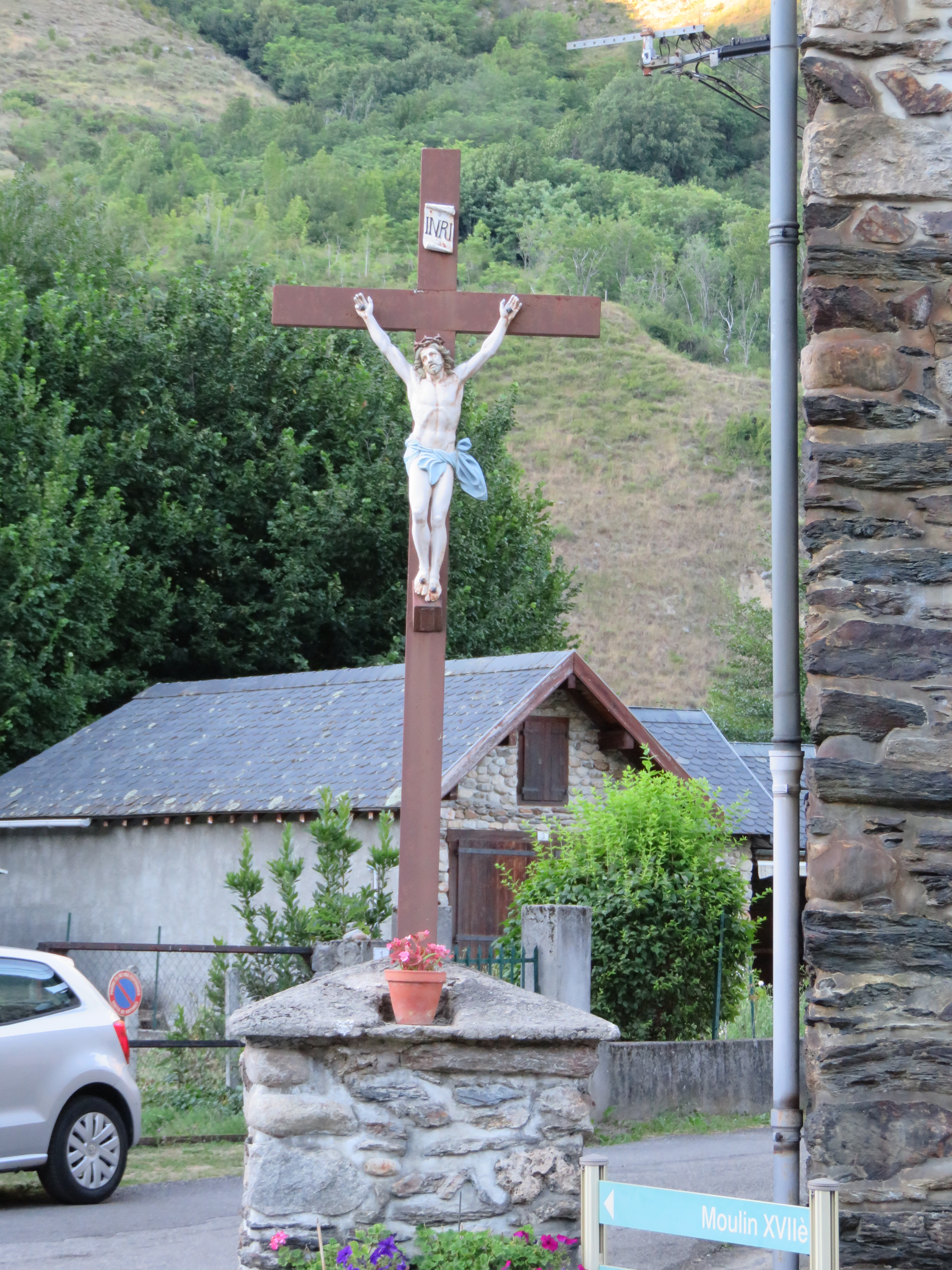
Kruzifix in Sinsat